# Стойко Пеев
Стойко Михалев Пеев е български актьор.

## Биография и творчество
Роден на 12 ноември 1956 г., в с. Г. Киселово, обл. Варненска.
Учи в Механотехникума във Варна. Завършва ВИТИЗ „Кръстьо Сарафов“ в класа на професор Анастас Михайлов през 1981 г. След това започва да работи в трупата на Театър „Българска армия“ .

## Награди
- Награда „Златна роза“ за Хан Аспарух през 1982 г.
- Първа награда за дебют на Съюза на филмовите дейци, 1982
- Първа награда на министъра на отбраната за принос в киното, 1982

## Театрални роли
- „По-големият син“
- „Тайната вечеря на Дякона Левски“
- „Албена“ (Йордан Йовков)
- „Вкус на мед“
- „Дванадесета нощ“ (Уилям Шекспир) – княз Орсино
- „Ромео и Жулиета“ (Уилям Шекспир) – Тибалт
- „Троил и Кресида“ (Уилям Шекспир) – Аякс
- „Години на странстване“ (Алексей Арбузов) – Лаврухин
- „Рибарски свади“ (Карло Годони) – Бепе
- „Книжен грамофон“ (Ал. Червински) – Семьон
- „Илюзията“ (Корней) – Жеронт
- „По-големият син“ (Ал. Вампилов) – съседа
- „Събота, неделя, понеделник“ (Едуардо Де Филипо) – Микеле
- „Да отвориш рана“ (Боян Папазов) – Крайчо Самоходов
- „Както ви харесва“ (Уилям Шекспир) – Адам
- „Железният светилник“ (Димитър Талев) – водещ
- „Ромео и Жулиета“ (Уилям Шекспир) – Монтеки
- „Бандитска опера“ (Джон Гей) – мрачния Уот
- „Стреляйте по артиста“ (А. Н. Островски) – Уар Бодаев

## Филмография
| Година      | Филми/Сериали                               | Серии | Копродукции      | Роля                                               |
| ----------- | ------------------------------------------- | ----- | ---------------- | -------------------------------------------------- |
| 2019        | Ханът и империята                           |       |                  | Хан Аспарух                                        |
| 2014        | Под Прикритие                               |       |                  | Прокурор Николов (сезон 4, еп. 4 и 5)              |
| 2014        | Корпус за бързо реагиране 2: Ядрена заплаха |       |                  | полковник Мишев                                    |
| 2012        | Корпус за бързо реагиране                   |       |                  | майор Мишев-ГдБоп/ДАНС                             |
| 2012        | Кантора Митрани                             | 12    |                  | Тодор Цеков (в 1 серия)                            |
| 2010        | Мисия Лондон                                |       |                  | Вакил                                              |
| 2008        | Футболни хамелеони                          |       |                  | Джигата                                            |
| 2008        | Людмил и Руслана                            | 6     |                  | „Зевса“                                            |
| 2008 – 2011 | Забранена любов                             | 299   |                  | комисар Узунов                                     |
| 2006        | Неочакван обрат                             | 13    |                  | Скрапа (в 2 серии: 11, и 12)                       |
| 1992        | Денят на свинята – („Il giorno del porco“)  |       | Италия           |                                                    |
| 1990        | Тишина                                      |       |                  |                                                    |
| 1988        | Време разделно                              | 2     |                  | Горан син на Галушко и брат на Караибрахим и Елица |
| 1987        | Рокада                                      |       |                  | полковник Стамов                                   |
| 1987        | Пет жени на фона на морето                  |       | България / Полша |                                                    |
| 1986        | Флейтата (тв)                               |       |                  |                                                    |
| 1984        | 681 – Величието на хана                     |       |                  | Хан Аспарух                                        |
| 1981        | Баш майсторът фермер                        |       |                  |                                                    |
| 1981        | Хан Аспарух                                 | 3     |                  | Хан Аспарух                                        |
| 1976-1980   | Записки по българските въстания             | 13    |                  | четник от четата на Бенковски (в серия: XIII)      |
| ?           | Златната сватба                             |       |                  |                                                    |